# Sine Larsen

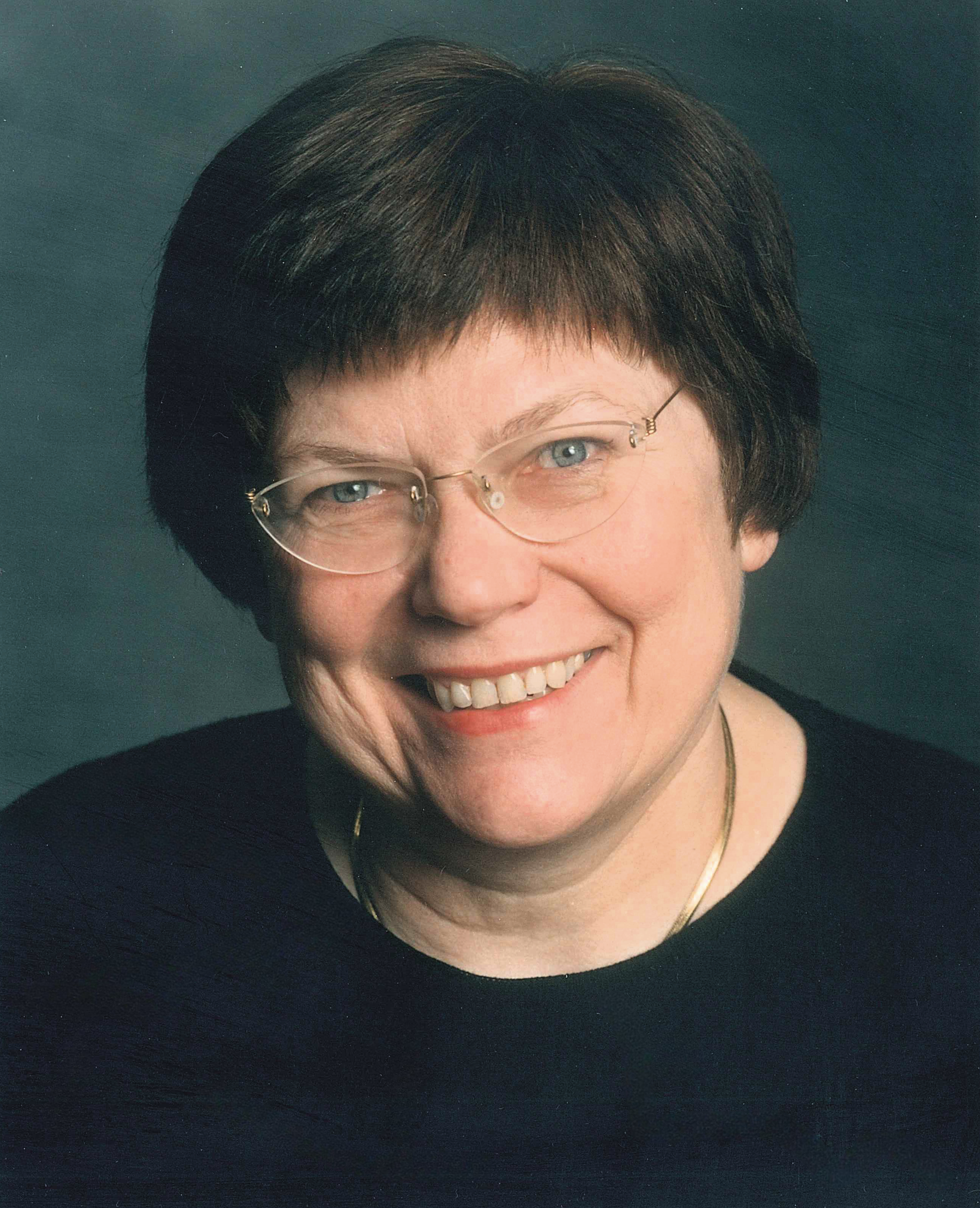
Sine Larsen (2002)

Sine Ydun Larsen (* 28. Mai 1943 als Sine Ydun Blus-Pedersen in Kopenhagen; † 2. Januar 2025) war eine dänische Chemikerin, Strukturbiologin und Wissenschaftsmanagerin. Sie war Professorin an der Universität Kopenhagen, wissenschaftliche Direktorin der europäischen Synchrotronstrahlungsquelle ESRF, Generaldirektorin der schwedischen Synchrotronstrahlungsquelle MAX IV sowie Präsidentin der International Union of Crystallography.

## Leben
Sine Blus-Pedersen wurde am 28. Mai 1943 als Tochter des Meiereibesitzers Ejnar Blus-Pedersen († 1972) und seiner Frau Sigrid Rasmussen Blus († 1998) in Kopenhagen geboren. Nach der Schulzeit am Rysensteen Gymnasium studierte sie Chemie an der Universität Kopenhagen. Kurz nach Beginn des Studiums heiratete sie am 17. November 1962 den Chemiker Erik Larsen (* 1937). Sie schloss das Studium 1968 mit einer Arbeit zur Kristallographie an kleinen Molekülen ab. 1970 und 1971 arbeitete sie als Postdoc bei Frank Albert Cotton am Massachusetts Institute of Technology (MIT) in den USA, wo ihr Interesse an Proteinkristallographie geweckt wurde.
Nach der Rückkehr nach Dänemark arbeitete sie zunächst an der Technischen Universität Dänemarks (DTU); 1974 wurde sie am Fachbereich Chemie der Universität Kopenhagen Dozentin, 1997 ebendort Professorin für Strukturchemie (bis 2016). Von 1993 bis 2004 leitete sie das zudem das Zentrum für Kristallographische Studien des Dänischen Nationalen Forschungsfonds. Der naturwissenschaftlichen Fakultät ihrer Universität diente sie 2002–2003 als Prodekanin.
Larsen, die dem Chemie-Department in Kopenhagen insgesamt 55 Jahre angehörte, war dort zu Beginn ihrer Karriere eine von nur wenigen Frauen unter dem Lehr- und Forschungspersonal. Sie war die erste Frau, die an dem Fachbereich eine Vollprofessur antrat.

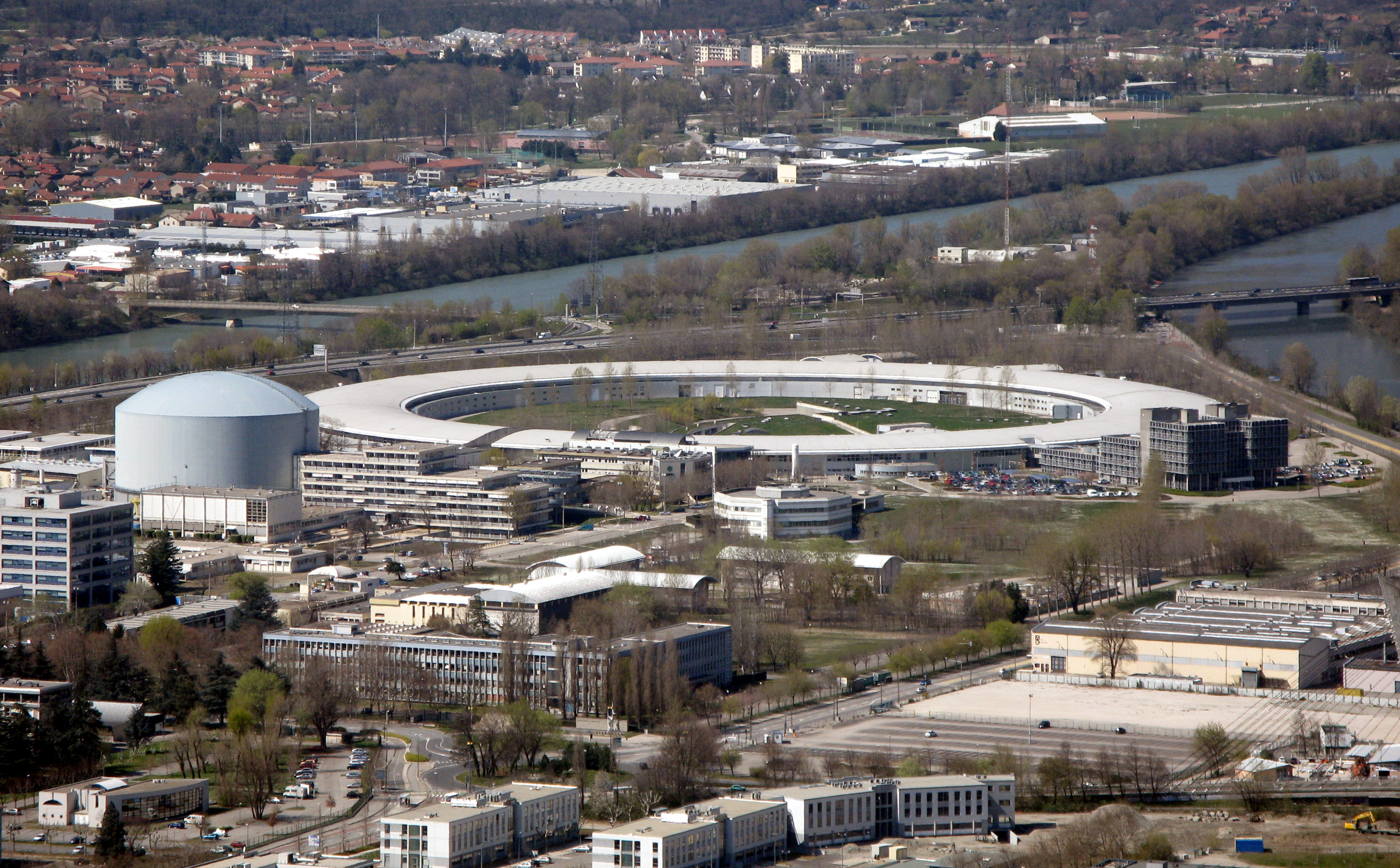
Synchrotronstrahlungsquelle ESRF in Grenoble, deren wissenschaftliche Direktorin Sine Larsen von 2003 bis 2009 war

Im Jahr 2003 nahm sie als Nachfolgerin des Briten Peter Lindley die Stelle der wissenschaftlichen Direktorin für Chemie und Biowissenschaften an der europäischen Synchrotronstrahlungsquelle ESRF in Grenoble in Frankreich an, die sie bis 2009 innehatte. In dieser Position leitete sie gemeinsam mit einem für Physik und Materialwissenschaften zuständigen Amtskollegen – zunächst war dies der Italiener Francesco Sette, dann der Deutsche Harald Reichert – den Bereich Forschung an der ESRF. Anschließend war sie von 2010 bis 2011 (nach anderen Angaben 2011–2012) eineinhalb Jahre lang Direktorin des damals im Bau befindlichen Synchrotronstrahlungslabors MAX IV im schwedischen Lund.
Für die International Union of Crystallography (IUCr) war Larsen von 1995 an zehn Jahre lang Generalsekretärin und Schatzmeisterin. Seit 1996 war sie Mitglied des Exekutivkomitees der IUCr. Von 2008 bis 2014 war sie Vorsitzende der IUCr.
Zudem war sie in vielen weiteren Gremien tätig, darunter im dänischen Nationalkomitee für Kristallographie (1985–2012), im dänischen Forschungsrat für Naturwissenschaften (1989–1993), dessen stellvertretende Vorsitzende sie von 1991 bis 1993 war, in den Lenkungsausschüssen für den Schwerpunktbereich Biotechnologie der Universität Kopenhagen (2000–2003, Vorsitz 2001–2003) sowie für das dänische Zentrum für Biotechnologieinstrumente (DABIC, 2000–2003) und im Dänischen Rat für Strategische Forschung (2004–2007). Außerhalb Dänemarks war sie tätig in den wissenschaftlichen Beiräten der Synchrotronstrahlungsquellen ELETTRA (Italien, seit 2005), ALBA (Spanien, 2007–2013), MAX IV (Schweden, 2010–2011), DESY (Deutschland, 2011–2016), des Paul Scherrer Instituts (Schweiz, 2008–2019), des European XFEL (Deutschland, 2009–2014), des Bereichs Forschung mit Photonen am Brookhaven National Laboratory (USA, 2010–2013), der Stanford Synchrotron Radiation Lightsource (SSRL) am Stanford Linear Accelerator Center (SLAC, USA, 2013–2019, Vorsitz 2015–2019) und der Advanced Photon Source (USA, 2014–2016), zudem im Beirat der Europäischen Spallationsquelle in Lund. Von 2014 bis 2019 war sie Mitglied des Verwaltungsrats (Council) der ESRF in Grenoble.
Sine Larsen starb am 2. Januar 2025 im Alter von 81 Jahren.

## Wirken
Sine Larsens Hauptforschungsgebiet war zunächst die Röntgenstrukturanalyse kleiner Moleküle. Mit der Einrichtung des Exzellenzzentrums für Kristallographie 1993 durch den Nationalen Forschungsfonds, das sie bis 2004 leitete, übernahm sie jedoch auch eine Führungsrolle in der dänischen Proteinkristallographie. Ihre Forschungsgruppe wurde zur größten am Fachbereich. Es wurden dort Themen bearbeitet, die von Grundlagenforschung bis zu Anwendungen reichten, so etwa von Ladungsdichte-Verteilungen, zu deren Erforschung sie eng mit dem Amerikaner Robert F. Stewart (1936–2015) zusammenarbeitete, und Wasserstoffbrückenbindungen bis zur allosterischen Regulierung von Enzymen und Protein-Engineering.
Sine Larsen galt als begeisternde Lehrerin, deren Grundstudiumsvorlesungen sowie Sekundarschulprojekte zahlreiche Studenten dazu bewegten, in ihrer Forschungsgruppe tätig zu werden.
Als erste Chemikerin mit Vollprofessur in Kopenhagen, erste Frau in einer Direktorenposition bei ESRF und auch sonst in vielen Funktionen war sie ein wichtiges Vorbild für Frauen in der Wissenschaft. Ihre Mitarbeiterinnen und Mitarbeiter unterstützte sie aktiv dabei, das Familienleben mit einer Karriere in der wissenschaftlichen Forschung zu vereinbaren. Larsen, die selbst früh geheiratet hatte und bereits als Studentin Mutter gewesen war, war überzeugt davon, dass eine stärkere Präsenz von Frauen in der naturwissenschaftlichen Forschung nur durch gezielte Fördermaßnahmen erreicht werden könne.

## Ehrungen und Auszeichnungen
Die Universität Lund verlieh Sine Larsen 2004 die Ehrendoktorwürde. Die European Crystallographic Association zeichnete sie 2018 mit dem Max-Perutz-Preis aus. Larsen war Ritter des Dannebrogordens.

## Publikationen
Die Literatur- und Zitationsdatenbank Web of Science weist Sine Larsen als Autorin oder Mitautorin von über 270 wissenschaftlichen Fachartikeln mit einem h-Index von 39 und über 7000 Zitationen aus.

### Fachartikel (Auswahl)
- F. Albert Cotton, Victor W. Day, Edward E. Hazen, Sine Larsen: Structure of methylguanidinium dihydrogen orthophosphate. Model compound for arginine-phosphate hydrogen bonding. In: Journal of the American Chemical Society. Band 95, Nr. 15, 1973, S. 4834–4840, doi:10.1021/ja00796a012.
- Thomas Nordahl Petersen, Sakari Kauppinen, Sine Larsen: The crystal structure of rhamnogalacturonase A from Aspergillus aculeatus: a right-handed parallel β helix. In: Structure. Band 5, Nr. 4, 1997, S. 533–544, doi:10.1016/S0969-2126(97)00209-8.
- Anne Mølgaard, Sakari Kauppinen, Sine Larsen: Rhamnogalacturonan acetylesterase elucidates the structure and function of a new family of hydrolases. In: Structure. Band 8, Nr. 4, 2000, S. 373–383, doi:10.1016/S0969-2126(00)00118-0.
- Heidi A. Ernst, Addie N. Olsen, Karen Skriver, Sine Larsen, Leila Lo Leggio: Structure of the conserved domain of ANAC, a member of the NAC family of transcription factors. In: EMBO Reports. Band 5, Nr. 3, 2004, S. 297–303, doi:10.1038/sj.embor.7400093.
- Paul V. Harris, Ditte Hededam Welner, K. C. McFarland, Edward Re, Jens-Christian N. Poulsen, Kimberly M. Brown, Rune Salbo, Hanshu Ding, Elena Vlasenko, Sandy Merino, Feng Xu, Joel R. Cherry, Sine Larsen, Leila Lo Leggio: Stimulation of Lignocellulosic Biomass Hydrolysis by Proteins of Glycoside Hydrolase Family 61: Structure and Function of a Large, Enigmatic Family. In: Biochemistry. Band 49, Nr. 15, 2010, S. 3305–3316, doi:10.1021/bi100009p.